# Кирквуд (лунный кратер)
Кратер Кирквуд (лат. Kirkwood) — большой ударный кратер в северной приполярной области обратной стороны Луны. Название присвоено в честь американского астронома Дэниела Кирквуда (1814—1895) и утверждено Международным астрономическим союзом в 1970 г. Образование кратера относится к эратосфенскому периоду.

## Описание кратера
Ближайшими соседями кратера Кирквуд являются кратер Робертс на северо-западе; кратер Гиппократ на северо-востоке; кратер Стеббинс на юго-востоке и кратер Зоммерфельд на юго-западе. Селенографические координаты центра кратера 68°20′ с. ш. 156°40′ з. д. / 68,34° с. ш. 156,66° з. д., диаметр 68,1 км, глубина 2,7 км.
Кратер Кирквуд имеет полигональную форму и практически не подвергся разрушению. Вал четко очерчен и не отмечен ни одним кратером существенного размера. Внутренний склон вала имеет явно выраженную террасовидную структуру. Высота вала над окружающей местностью достигает 1260 м, объем кратера составляет приблизительно 4 000 км3. Дно чаши пересеченное, за исключением ровной северо-западной части. В центре чаши находится несколько невысоких холмов состоящих из анортозита.

## Сателлитные кратеры
| Кирквуд | Координаты                                              | Диаметр, км |
| ------- | ------------------------------------------------------- | ----------- |
| T       | 68°59′ с. ш. 165°16′ з. д. / 68,99° с. ш. 165,26° з. д. | 18,6        |
| Y       | 71°41′ с. ш. 157°41′ з. д. / 71,69° с. ш. 157,69° з. д. | 17,2        |

## См.также
- Список кратеров на Луне
- Лунный кратер
- Морфологический каталог кратеров Луны
- Планетная номенклатура
- Селенография
- Минералогия Луны
- Геология Луны
- Поздняя тяжёлая бомбардировка